# Virginia Slims of California 1990
Virginia Slims of California 1990 — жіночий тенісний турнір, що проходив на закритих кортах з килимовим покриттям Окленд-Аламеда-Каунті-Колізіем-Арена в Окленді (США). Належав до турнірів 2-ї категорії в рамках Туру WTA 1990. Відбувсь удев'ятнадцяте і тривав з 29 жовтня до 4 листопада 1990 року. Друга сіяна Моніка Селеш здобула титул в одиночному розряді.

## Фінальна частина

### Одиночний розряд
Моніка Селеш —  Мартіна Навратілова 6–3, 7–6(7–5)
- Для Селеш це був 8-й титул в одиночному розряді за сезон і 9-й — за кар'єру.

### Парний розряд
Мередіт Макґрат /  Енн Сміт —  Розалін Феербенк-Нідеффер /  Робін Вайт 2–6, 6–0, 6–4
- Для Макґрат це був 3-й титул у парному розряді за сезон і 4-й — за кар'єру. Для Сміт це був 3-й титул у парному розряді за сезон і 31-й — за кар'єру.